# IC 3039
IC 3039 ist eine Spiralgalaxie vom Hubble-Typ Sc im Sternbild Jungfrau auf der Ekliptik. Sie ist schätzungsweise 339 Millionen Lichtjahre von der Milchstraße entfernt und hat einen Durchmesser von etwa 100.000 Lichtjahren. Unter der Katalognummer VCC 59 wird sie als Mitglied des Virgo-Galaxienhaufens gelistet, ist dafür jedoch zu weit entfernt.

Im selben Himmelsareal befinden sich u. a. die Galaxien IC 767, IC 768, IC 769, IC 3036. 
Das Objekt wurde am 7. Mai 1904 von Royal Harwood Frost entdeckt.